# Peek-A-Boo
"Peek-A-Boo" é uma canção do grupo feminino sul-coreano Red Velvet, lançado como single de  Perfect Velvet. "Peek-A-Boo" foi lançado por SM Entertainment em 17 de novembro de 2017, juntamente com o álbum. A música é descrita como un single de dance-pop de ritmo acelerado com elementos de tropical house, a música foi escrita por Kenzie e produzida por Moonshine, Ellen Berg Tollbom e a cantora e compositora sueca Cazzi Opeia.
Após seu lançamento, a música e o álbum receberam críticas positivas de críticos de música, que elogiaram o grupo por sua transição de sua mais brilhante e mais borbulhante imagem de seus dois últimos singles "Rookie" e "Red Flavor" (ambos lançados no mesmo ano), para um som mais maduro. A música alcançou o sucesso comercial, ficando na segunda posição tanto na Gaon Digital Chart quanto na Billboard World Digital Songs.

## Antecedentes
Depois de terminar a promoção de The Red Summer e fechar seu primeiro tour no Red Room em agosto de 2017, vários sites de notícias na Coreia do Sul relataram que a Red Velvet planejava seu terceiro reaparecimento do ano em 30 de outubro. O anúncio foi confirmado mais tarde naquele dia por sua agência SM Entertainment.
SM Entertainment revelou o título do novo single da banda através de um teaser junto com o título de seu segundo álbum de estúdio, Perfect Velvet, à meia-noite (KST) em 8 de novembro. Referindo-se ao conceito dual do grupo, que afeta a música do grupo e sua imagem, onde seu lado "red" é mais brilhante e vivo, produzindo músicas otimistas como seu último single "Red Flavor", enquanto "velvet" é mais suave e sofisticado, sendo dominado por R&B e baladas, SM Entertainment declarou em uma entrevista ao X Sports News em 8 de novembro que pretendia mostrar "uma versão melhorada" do conceito de "velvet" do grupo. O single é descrito como uma das músicas do conceito "velvet" do grupo, mas com toques de seu lado "red", que sua agência sentiu como se fosse a fórmula perfeita para o conceito.

## Composição
"Peek-A-Boo" foi composta por Moonshine (Ludvig Evers e Jonatan Gusmark), Ellen Berg Tollbom e a artista sueca Cazzi Opeia, que revelou no início de junho de 2017 que havia escrito uma canção para o grupo.
Musicalmente, "Peek-A-Boo" foi descrito como uma música de dance-pop. A música foi composta na chave de C# menor, com um tempo de 115 batidas por minuto. Para combinar com a atmosfera misteriosa do videoclipe, a integrante Joy gravou sua própria risada várias vezes para uma parte da música, mas, em última análise, a voz da demo original foi usada em seu lugar.

## Promoções
Um videoclipe da música foi publicado no mesmo dia junto com a música e o disco. Foi dirigido por Kim Ji-yong na casa Boyle-Barmore em Los Angeles.
Para promover a música e o álbum, o Red Velvet realizou um showcase em 16 de novembro, onde tocaram "Peek-A-Boo" pela primeira vez. O grupo também apareceu em vários programas musicais na Coreia do Sul e teve seu retorno ao Music Bank em 17 de novembro, uma hora antes do lançamento do álbum. A música também foi apresentada em diversos prêmios musicais de fim de ano, junto com outros singles lançados em 2017.

## Desempenho nas paradas

### Gráficos semanais
| Parada (2017)                        | Melhor posição |
| ------------------------------------ | -------------- |
| Japão (Japan Hot 100)                | 36             |
| Filipinas (Philippine Hot 100)       | 62             |
| Coreia do Sul (Gaon Digital Chart)   | 2              |
| Coreia do Sul (Korea K-Pop Hot 100)  | 2              |
| Estados Unidos (World Digital Songs) | 2              |

### Gráficos mensais
| Parada (2017)                      | Melhor posição |
| ---------------------------------- | -------------- |
| Coreia do Sul (Gaon Digital Chart) | 7              |

## Histórico de lançamento
| Região           | Data                   | Formato          | Rótulo                        |
| ---------------- | ---------------------- | ---------------- | ----------------------------- |
| No mundo inteiro | 17 de novembro de 2017 | Download digital | SM Entertainment              |
| Coreia do Sul    | 17 de novembro de 2017 | Download digital | SM Entertainment, Genie Music |